# Liga Invernal Mexicana 2016-2017
La Temporada 2016-2017 de la Liga Invernal Mexicana fue la edición número 2 de este circuito. Se realizó entre los meses de octubre a diciembre la temporada regular, y los Play Offs en el mes de enero. Esta temporada se jugó en la Ciudad de México y los estados de Guanajuato, Puebla e Hidalgo, y la integraron 6 equipos con convenios con clubes de la Liga Mexicana de Béisbol.
Los Diablos Rojos del México lograron el bicampeonato al derrotar en la Serie Final a los Pericos de Puebla por 4 juegos a 1. El mánager campeón fue Víctor "Flamingo" Bojórquez.

## Sistema de competencia
El calendario fue de 62 juegos, 20 series de tres compromisos cada una y dos jornadas inaugurales, a rol corrido y tuvo el mismo sistema de competencia de la LMB. La temporada regular concluyó el 30 de diciembre de 2016, y calificaron a la postemporada los primeros cuatro equipos del standing, jugando el 1.º vs. el 4.º y el 2.º vs. el 3.º a partir del 2 de enero de 2017, las series fueron a ganar tres de cinco juegos. Los ganadores se enfrentaron por el campeonato, en un compromiso a ganar cuatro de siete juegos posibles.
Los rosters de los equipos fueron de 30 peloteros, conformados de la siguiente manera: 25 de ellos menores de 25 años de edad y máximo cinco peloteros libres, todos debieron de ser mexicanos y registrados en la lista de reservas de cada equipo.

## Equipos participantes
Temporada 2016-2017
| Liga Invernal Mexicana 2016-2017 |                   |                       |                        |           |
| Equipo                           | Mánager           | Sede                  | Estadio                | Capacidad |
| Delfines Mineros de Zimapán      | Joe Álvarez       | Zimapán, Hidalgo      | Mineros de Zimapán     | 5,000     |
| Diablos Rojos del México         | Víctor Bojórquez  | Ciudad de México      | Fray Nano              | 5,000     |
| Pericos de Puebla                | Jorge Luis Loredo | Puebla, Puebla        | Hermanos Serdán        | 12,112    |
| Petroleros de Salamanca          | Alfredo Meza      | Salamanca, Guanajuato | "Ing. Antonio M. Amor" | 3,000     |
| Tigres de Uriangato              | Emmanuel Rangel   | Uriangato, Guanajuato | Municipal de Uriangato | 3,000     |
| Toros de Moroleón                | Pedro Meré        | Moroleón, Guanajuato  | Municipal de Moroleón  | 3,000     |

## Posiciones
- Actualizadas las posiciones al 30 de diciembre de 2016. [7]

| Liga Invernal Mexicana | Liga Invernal Mexicana | Liga Invernal Mexicana | Liga Invernal Mexicana | Liga Invernal Mexicana |
| Equipo                 | JG                     | JP                     | PCT                    | JV                     |
| ---------------------- | ---------------------- | ---------------------- | ---------------------- | ---------------------- |
| Puebla                 | 39                     | 23                     | .629                   | -                      |
| México                 | 35                     | 26                     | .574                   | 3.5                    |
| Salamanca              | 31                     | 31                     | .500                   | 8.0                    |
| Uriangato              | 27                     | 33                     | .450                   | 11.0                   |
| Moroleón               | 26                     | 34                     | .433                   | 12.0                   |
| Zimapán                | 25                     | 36                     | .410                   | 13.5                   |

| Clasificado a los playoffs |

## Playoffs
|  | Semifinales    | Semifinales    | Semifinales    |        |   | Final           | Final           | Final           |  |
|  | 2 - 5 de enero | 2 - 5 de enero | 2 - 5 de enero |        |   | 7 - 12 de enero | 7 - 12 de enero | 7 - 12 de enero |  |
|  |                |                |                |        |   |                 |                 |                 |  |
|  |                |                |                |        |   |                 |                 |                 |  |
|  | 3              | Salamanca      | 0              |        |   |                 |                 |                 |  |
|  | 3              | Salamanca      | 0              |        |   |                 |                 |                 |  |
|  | 2              | México         | 3              |        |   |                 |                 |                 |  |
|  | 2              | México         | 3              |        | 2 | México          | 4               |                 |  |
|  |                |                |                |        | 2 | México          | 4               |                 |  |
|  |                |                | 1              | Puebla | 1 |                 |                 |                 |  |
|  | 4              | Uriangato      | 1              | Puebla | 1 | 0               |                 |                 |  |
|  | 4              | Uriangato      |                |        |   | 0               |                 |                 |  |
|  | 1              | Puebla         | 3              |        |   |                 |                 |                 |  |
|  | 1              | Puebla         | 3              |        |   |                 |                 |                 |  |
|  |                |                |                |        |   |                 |                 |                 |  |

### Semifinales
| Equipo                                                      | 1 | 2 | 3 | 4 | 5 | 6 | 7 | 8 | 9 | C | H | E |
| ----------------------------------------------------------- | - | - | - | - | - | - | - | - | - | - | - | - |
| Uriangato                                                   | 0 | 0 | 0 | 0 | 0 | 0 | 0 | 0 | 0 | 0 | 4 | 0 |
| Puebla                                                      | 0 | 0 | 0 | 0 | 0 | 0 | 0 | 0 | 1 | 1 | 6 | 1 |
| G: Rogelio Bernal (1-0); P: Iván Zavala (0-1); SV: No hubo. |   |   |   |   |   |   |   |   |   |   |   |   |
| HR: No hubo.                                                |   |   |   |   |   |   |   |   |   |   |   |   |

| Equipo                                                          | 1 | 2 | 3 | 4 | 5 | 6 | 7 | 8 | 9 | C  | H  | E |
| --------------------------------------------------------------- | - | - | - | - | - | - | - | - | - | -- | -- | - |
| Uriangato                                                       | 0 | 1 | 0 | 0 | 1 | 0 | 1 | 1 | 0 | 4  | 12 | 1 |
| Puebla                                                          | 0 | 0 | 4 | 2 | 0 | 6 | 4 | 1 | X | 17 | 23 | 2 |
| G: Ángel Rodríguez (1-0); P: Esteban Romero (0-1); SV: No hubo. |   |   |   |   |   |   |   |   |   |    |    |   |
| HR: URI - M. Gamboa (1).                                        |   |   |   |   |   |   |   |   |   |    |    |   |

| Equipo                                                     | 1 | 2 | 3 | 4 | 5 | 6 | 7 | 8 | 9 | C  | H  | E |
| ---------------------------------------------------------- | - | - | - | - | - | - | - | - | - | -- | -- | - |
| Puebla                                                     | 1 | 2 | 2 | 0 | 3 | 3 | 1 | 1 | 2 | 15 | 19 | 1 |
| Uriangato                                                  | 1 | 3 | 0 | 0 | 0 | 1 | 0 | 4 | 0 | 9  | 14 | 1 |
| G: Jonathan Mata (1-0); P: Iván Zavala (0-2); SV: No hubo. |   |   |   |   |   |   |   |   |   |    |    |   |
| HR: URI - R. Ramírez (1).                                  |   |   |   |   |   |   |   |   |   |    |    |   |

| Equipo                                                           | 1 | 2 | 3 | 4 | 5 | 6 | 7 | 8 | 9 | C | H  | E |
| ---------------------------------------------------------------- | - | - | - | - | - | - | - | - | - | - | -- | - |
| Salamanca                                                        | 0 | 0 | 0 | 0 | 4 | 1 | 2 | 0 | 0 | 7 | 10 | 2 |
| México                                                           | 1 | 1 | 0 | 0 | 1 | 2 | 0 | 2 | 1 | 8 | 11 | 3 |
| G: Oswaldo Martínez (1-0); P: Juan Rodríguez (0-1); SV: No hubo. |   |   |   |   |   |   |   |   |   |   |    |   |
| HR: SLM - M. Gutiérrez (1).                                      |   |   |   |   |   |   |   |   |   |   |    |   |

| Equipo                                                        | 1 | 2 | 3 | 4 | 5 | 6 | 7 | 8 | 9 | C | H | E |
| ------------------------------------------------------------- | - | - | - | - | - | - | - | - | - | - | - | - |
| Salamanca                                                     | 0 | 0 | 0 | 0 | 0 | 0 | 0 | 0 | 0 | 0 | 6 | 1 |
| México                                                        | 0 | 1 | 1 | 0 | 0 | 2 | 1 | 0 | X | 5 | 9 | 1 |
| G: Erick Casillas (1-0); P: Oscar Armenta (0-1); SV: No hubo. |   |   |   |   |   |   |   |   |   |   |   |   |
| HR: MEX - J. J. Martínez (1).                                 |   |   |   |   |   |   |   |   |   |   |   |   |

| Equipo                                                                      | 1 | 2 | 3 | 4 | 5 | 6 | 7 | 8 | 9 | C | H | E |
| --------------------------------------------------------------------------- | - | - | - | - | - | - | - | - | - | - | - | - |
| México                                                                      | 0 | 3 | 1 | 0 | 0 | 0 | 0 | 0 | 0 | 4 | 9 | 2 |
| Salamanca                                                                   | 0 | 0 | 0 | 0 | 0 | 0 | 2 | 0 | 0 | 2 | 7 | 0 |
| G: Octavio Acosta (1-0); P: Marcelo Martínez (0-1); SV: Carlos Morales (1). |   |   |   |   |   |   |   |   |   |   |   |   |
| HR: SLM - Á. Chavarín (1).                                                  |   |   |   |   |   |   |   |   |   |   |   |   |

### Final

#### Méxicovs.Puebla

##### Juego 1
7 de enero de 2017; Estadio Hermanos Serdán, Puebla, Puebla.
| Equipo                                                             | 1 | 2 | 3 | 4 | 5 | 6 | 7 | 8 | 9 | C  | H  | E |
| ------------------------------------------------------------------ | - | - | - | - | - | - | - | - | - | -- | -- | - |
| México                                                             | 1 | 1 | 0 | 3 | 0 | 0 | 0 | 0 | 0 | 5  | 11 | 0 |
| Puebla                                                             | 0 | 0 | 6 | 0 | 4 | 0 | 0 | 0 | X | 10 | 16 | 1 |
| G: José Castro (1-0); P: Jesús Fabián Anguamea (0-1); SV: No hubo. |   |   |   |   |   |   |   |   |   |    |    |   |
| HR: MEX - R. Torres (1), I. Martínez (1); PUE - C. Tapia (1).      |   |   |   |   |   |   |   |   |   |    |    |   |

- Puebla lidera la serie 1-0.

##### Juego 2
8 de enero de 2017; Estadio Hermanos Serdán, Puebla, Puebla.
| Equipo                                                                              | 1 | 2 | 3 | 4 | 5 | 6 | 7 | 8 | 9 | C | H | E |
| ----------------------------------------------------------------------------------- | - | - | - | - | - | - | - | - | - | - | - | - |
| México                                                                              | 0 | 0 | 0 | 0 | 0 | 0 | 0 | 5 | 1 | 6 | 7 | 1 |
| Puebla                                                                              | 0 | 0 | 0 | 2 | 0 | 0 | 0 | 0 | 0 | 2 | 8 | 2 |
| G: José Carlos Medina (1-0); P: José Ángel Hernández (0-1); SV: Carlos Morales (2). |   |   |   |   |   |   |   |   |   |   |   |   |
| HR: MEX - G. Gómez (1).                                                             |   |   |   |   |   |   |   |   |   |   |   |   |

- Serie empatada a 1.

##### Juego 3
10 de enero de 2017; Estadio Fray Nano, Ciudad de México.
| Equipo                                                          | 1 | 2 | 3  | 4 | 5 | 6 | 7 | 8 | 9 | C  | H  | E |
| --------------------------------------------------------------- | - | - | -- | - | - | - | - | - | - | -- | -- | - |
| Puebla                                                          | 0 | 0 | 1  | 0 | 3 | 0 | 0 | 0 | 0 | 4  | 9  | 0 |
| México                                                          | 0 | 1 | 11 | 1 | 4 | 0 | 1 | 1 | X | 19 | 23 | 0 |
| G: Erick Casillas (2-0); P: Ángel Rodríguez (1-1); SV: No hubo. |   |   |    |   |   |   |   |   |   |    |    |   |
| HR: MEX - J. J. Martínez (2), A. Ortiz (1).                     |   |   |    |   |   |   |   |   |   |    |    |   |

- México lidera la serie 2-1.

##### Juego 4
11 de enero de 2017; Estadio Fray Nano, Ciudad de México.
| Equipo                                                        | 1 | 2 | 3 | 4 | 5 | 6 | 7 | 8 | 9 | C | H  | E |
| ------------------------------------------------------------- | - | - | - | - | - | - | - | - | - | - | -- | - |
| Puebla                                                        | 0 | 0 | 0 | 0 | 1 | 0 | 0 | 0 | 0 | 1 | 9  | 1 |
| México                                                        | 1 | 1 | 0 | 1 | 0 | 0 | 0 | 2 | X | 5 | 10 | 1 |
| G: Octavio Acosta (2-0); P: Jonathan Mata (1-1); SV: No hubo. |   |   |   |   |   |   |   |   |   |   |    |   |
| HR: MEX - J. A. Figueroa (1), I. Martínez (2).                |   |   |   |   |   |   |   |   |   |   |    |   |

- México lidera la serie 3-1.

##### Juego 5
12 de enero de 2017; Estadio Fray Nano, Ciudad de México.
| Equipo                                                                         | 1 | 2 | 3 | 4 | 5 | 6 | 7 | 8 | 9 | C | H  | E |
| ------------------------------------------------------------------------------ | - | - | - | - | - | - | - | - | - | - | -- | - |
| Puebla                                                                         | 2 | 0 | 0 | 0 | 0 | 0 | 0 | 2 | 0 | 4 | 13 | 3 |
| México                                                                         | 0 | 0 | 0 | 0 | 0 | 3 | 2 | 1 | X | 6 | 10 | 0 |
| G: Jesús Fabián Anguamea (1-1); P: Misael Gómez (0-1); SV: Carlos Morales (3). |   |   |   |   |   |   |   |   |   |   |    |   |
| HR: MEX - R. Torres (2).                                                       |   |   |   |   |   |   |   |   |   |   |    |   |

- México gana la serie 4-1.[10]

## Líderes
A continuación se muestran los lideratos tanto individuales como colectivos de los diferentes departamentos de bateo y de pitcheo.

### Bateo
| Categoría           | Individual               | Marca | Colectivo                                                      | Marca |
| ------------------- | ------------------------ | ----- | -------------------------------------------------------------- | ----- |
| Porcentaje          | Ray Torres Camargo (MEX) | .418  | Pericos de Puebla Tigres de Uriangato                          | .310  |
| Carreras Producidas | Ray Torres Camargo (MEX) | 69    | Pericos de Puebla                                              | 352   |
| Home Runs           | Ricky Rodríguez (PUE)    | 16    | Diablos Rojos del México                                       | 42    |
| Carreras Anotadas   | Ricky Rodríguez (PUE)    | 57    | Pericos de Puebla                                              | 406   |
| Hits                | Oscar Sanay (PUE)        | 94    | Tigres de Uriangato                                            | 700   |
| Dobles              | Ramón Ramírez (URI)      | 33    | Tigres de Uriangato                                            | 163   |
| Triples             | Román Sesteaga (MEX)     | 6     | Tigres de Uriangato Diablos Rojos del México Toros de Moroleón | 22    |
| Bases Robadas       | Oscar Sanay (PUE)        | 10    | Pericos de Puebla Toros de Moroleón                            | 34    |

### Pitcheo
| Categoría       | Individual            | Marca | Colectivo                   | Marca |
| --------------- | --------------------- | ----- | --------------------------- | ----- |
| Efectividad     | Carlos de León (MEX)  | 2.41  | Diablos Rojos del México    | 3.58  |
| Juegos Ganados  | Jonathan Mata (PUE)   | 7     | Pericos de Puebla           | 39    |
| Ponches         | Nicolás Heredia (SLM) | 61    | Petroleros de Salamanca     | 401   |
| Juegos Salvados | Jordan Aboites (MOR)  | 10    | Delfines Mineros de Zimapán | 16    |
| WHIP            | Jonathan Mata (PUE)   | 1.23  | Pericos de Puebla           | 1.45  |